# Jofre Mateu
 (octobre 2014).
Si vous disposez d'ouvrages ou d'articles de référence ou si vous connaissez des sites web de qualité traitant du thème abordé ici, merci de compléter l'article en donnant les références utiles à sa vérifiabilité et en les liant à la section « Notes et références ».
Jofre Mateu González dit Jofre, né le 24 janvier 1980 à Lérida (Catalogne), est un footballeur espagnol qui joue au poste de milieu de terrain.

## Biographie
Formé à La Masia, le centre de formation du FC Barcelone, il commence à jouer en deuxième division avec le FC Barcelone B en 1997. 
Jofre débute en première division sous les ordres de l'entraîneur Louis van Gaal lors du dernier match de la saison 1997-1998 face à l'UD Salamanque. Il marque le seul but du Barça (défaite 4 à 1, mais Barcelone était déjà assuré du titre). Entre 1998 et 2000, Jofre s'entraîne avec l'équipe première mais joue avec l'équipe réserve, le Barça B.
En 2000, le RCD Majorque obtient le prêt de Jofre pour une saison.
En 2001, Jofre retourne au Barça où il joue quelques matchs en première division sous les ordres de l'entraîneur Carles Rexach. Mais il ne joue pas souvent en raison de la présence de joueurs tels que Rivaldo ou Philip Cocu.
En 2002, Jofre est recruté par Levante UD. Jofre est un élément clé dans la promotion de Levante en première division lors de la saison 2003-2004. En 2005, Levante descend en D2 et Jofre est sans contrat.
Jofre signe au RCD Espanyol en 2005. Il ne joue pas souvent sous les ordres de l'entraîneur Miguel Ángel Lotina même s'il a un rôle important dans le titre de Coupe d'Espagne remporté par l'Espanyol en 2006. En 2006, Jofre rejoint le Real Murcie qui joue en D2. LE club monte en D1 lors de la saison 2006-2007 entraîné par Lucas Alcaraz. Jofre joue entre 2008 et 2010 au Rayo Vallecano. Entre 2010 et 2012, il joue au Real Valladolid. Puis entre 2012 et 2014, au Girona FC. En 2014, Jofre rejoint le club indien d'Atlético de Kolkata.

## Palmarès
Avec le RCD Espanyol :
- Vainqueur de la Coupe d'Espagne en 2006

Avec l'Atlético de Kolkata :
- Vainqueur de l'Indian Super League en 2014